# Bridgewater (Nuova Scozia)
Bridgewater è una municipalità (town) del Canada, situata nella provincia di Nuova Scozia.